# Fernand Auguste Besnier
Pour les articles homonymes, voir Besnier.
Auguste Fernand Albert Benier dit Fernand Besnier né à Orléans le 1er août 1850 et mort à Saint-Cyr-l'École le 26 février 1927, est un peintre, graveur et illustrateur français.

## Biographie
Fils d'un plâtrier originaire d'Orléans, Besnier commence sa carrière comme illustrateur. D'abord, au début des années 1880, dans des périodiques comme Le Salon de la Mode, La Vie moderne et Le Bon Journal. Il travaille pour des éditeurs comme Marpon & Flammarion et Édouard Dentu, produisant des centaines de vignettes pour des ouvrages illustrés. Certaines de ces images sont parfois gravées par lui sous forme d'eau-forte.
Sa présence au Salon des artistes français est attestée à partir de 1909 ; il est dit élève de Isidore Pils et Tony Robert-Fleury et y présente jusqu'en 1911 des lithographies de reproduction. Il expose ensuite au Salon des indépendants, de 1912, jusqu'au début des années 1920.
Il épouse Gabrielle Françoise Vallet le 22 juillet 1911 en la mairie du 6e arrondissement de Paris.
Fantaisiste et parfois grivois, il illustre également quelques livres destinés aux enfants.
Durant la Première Guerre mondiale, il réalise des cartes postales illustrées représentant des batailles, pour l'éditeur Carrier.

## Œuvre

### Affiches
- Bescherelle, nouveau dictionnaire national illustré[5], lithographie, Impr. Paul Dupont, 1896.
- Dictionnaire général des sciences théoriques et pratiques[6], lithographie, Impr. Paul Dupont, 1897.
- Duchesse Laurianne. Pour être aimée conseils d'une coquette, s.d[7].

### Principaux ouvrages illustrés

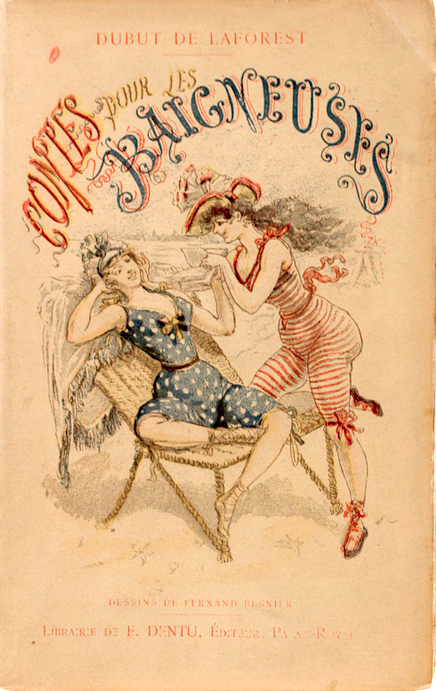
Couverture de Contes pour les baigneuses (1886).

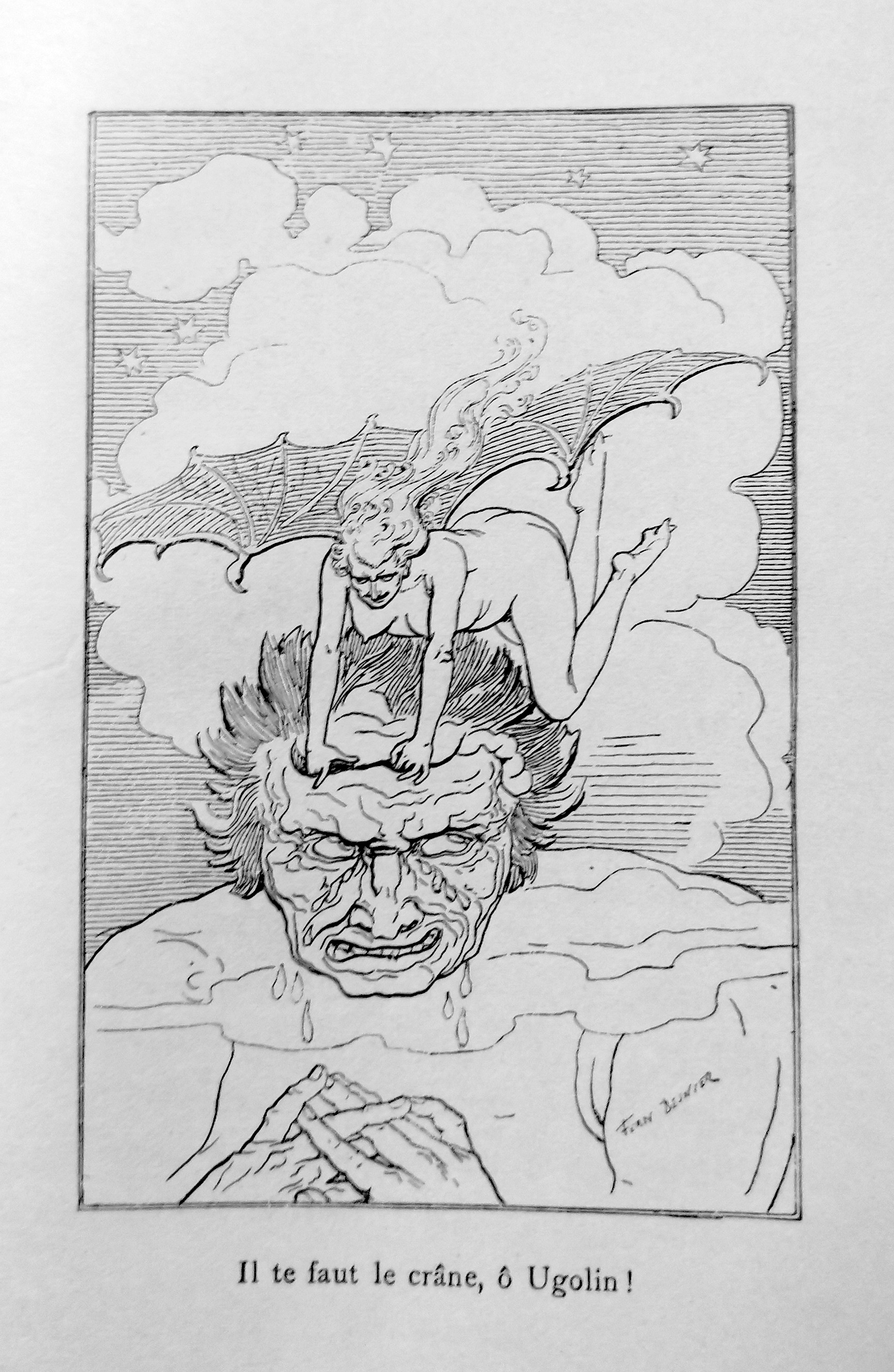
Illustration pour La Diligence de Lyon (1890).

- Jeanne Thilda, Péchés capiteux[8], Marpon & Flammarion, 1881.
- Voyage à travers l'Impossible, suite de dessins pour L'Illustration, 1882.
- Léon Cladel, Pierre Patient, préface de Jean-Bernard Passerieu, Henry Oriol, 1883.
- Catulle Mendès, Pour lire au bain, 154 dessins, E. Dentu, 1883.
- Catulle Mendès, Monstres parisiens, série I et II, Marpon & Flammarion, 1883-1885.
- René Maizeroy, La Joie d'aimer, Marpon & Flammarion, 1884.
- Œuvres complètes de Alfred de Musset. Mélanges de littérature et de critique, tome IX, avec une eau-forte (Faire sans dire), Morgand & Charpentier, 1884.
- Auguste Saulière, Ce qu'on ose pas dire, frontispice, vignettes de Henry Somm, E. Dentu, 1884.
- Catulle Mendès, La Légende du Parnasse contemporain, avec une eau-forte, Auguste Brancart, 1884.
- Properce, Les élégies, images gravées sur bois par Fortuné Méaulle, Jouaust / Maison Albert Quantin, 1885.
- Catulle Mendès, Tous les baisers, six séries, E. Dentu, 1884-1885.
- Louis Leriche, Souvenirs d'un vieux libraire, avec Paul Adolphe Kauffmann, E. Dentu, 1885.
- Jean-Louis Dubut de Laforest, Contes pour les baigneuses, 19 dessins gravés, E. Dentu, 1886.
- Gustave Aimard, Le Brésil nouveau, E. Dentu, 1888.
- Gustave Aimard, Le Roi des placères d'or, E. Dentu, 1889.
- Dubut de Laforest, Contes à la lune, E. Dentu, 1889.
- Richard Lesclide, La Diligence de Lyon, E. Dentu, 1890.
- Georges Bois, Les damnés, avec Henri Laissement et Émile Bourdelle, E. Dentu, 1890.
- Charles Nodier, Contes choisis, 120 dessins gravés, Alcide Picard et Kaan, 1890.
- Dubut de Laforest, Contes à Panurge, E. Dentu, 1891.
- Dubut de Laforest, Contes pour les hommes, E. Dentu, 1892.
- Louis Mainard, Fils de l'océan, dessins gravés par Edmond Boulenaz et Eugène Delâtre, E. Dentu, 1893.
- Alfred Hannedouche, La Bonne Tante, avec 16 gravures, A. Picard et Kaan, [1894].
- Dubut de Laforest, Le Cocu imaginaire, E. Dentu, 1895.
- Constant Améro, Blanche-Neige : scènes de la vie norvégienne, 70 gravures, Alcide Picard et Kaan, 1895.
- Jeanne Leroy, Drichette, 25 gravures, Alcide Picard et Kaan, 1897.
- Albert Meyrac, Les contes de nos aïeux, 16 gravures, Alcide Picard et Kaan, 1897.
- William Raymond et Jules Gros, Les Robinsons de la montagne, avec 101 dessins gravés, Alcide Picard et Kaan, 1899.
- Henri Lavedan, Leur beau physique, Fayard frères, 1899.
- Louis Mainard, Histoire d'un mauvais sujet qui finit bien, 13 gravures, Alcide Picard et Kaan, 1899.
- Gustave Vallat, Les récits de la côte, gravures, Alcide Picard et Kaan, 1900.
- Anomyme, Confession d'une horizontale, coll. « Les trucs de ces dames », fascicules, Corbeil, Imprimerie Crété, 1903.
- Mme W. de Coninck, La Fille du chiffonnier, Librairie d'éducation nationale, 1905.
- Gilbert Machard, Les mémoires de Sac-à-Puces, Librairie Illustrée Jules Tallandier, 1906.
- Marc Anfossi, Le Cousin Nath. Bastien tête de loup, gravures avec Notor, Alcide Picard et Kaan, 1909.
- Coll. « Pour apprendre six langues », série La Maison / La Ferme par un peintre polyglotte, Les Magasins du Bon Marché, [1910].